# Felipe Izquierdo
Felipe Pablo Izquierdo Correa (Santiago, 21 de julio de 1964) es un actor, comediante, comunicador y empresario chileno.

## Carrera artística
Realizó sus estudios primarios en los colegios The British School de Punta Arenas, Sagrados Corazones (Manquehue) de Santiago (1976-1977) y en el Colegio San Mateo (1978-1982) de Osorno. Posteriormente ingresó a la carrera de teatro en la Universidad de Chile (entre sus compañeros figuran destacados actores como Paola Volpato, Francisco Melo, Luis Ureta, director teatral nominado al premio Altazor y el libretista Jorge López, quien redacta los guiones del polémico personaje Yerko Puchento). Durante esta etapa comienza a realizar presentaciones junto a los hermanos Fernando y Nicolás Larraín —con quienes mantiene lazo de amistad desde época escolar— en el proyecto humorístico Fresco y natural después del postre (nombre tomado de un popular eslogan publicitario de la época), que debutó a mediados de los años 1980 en el Campus Oriente de la Universidad Católica de Chile, y llegó a presentarse en el estelar televisivo nocturno Martes 13.

## Televisión
Empezó siendo parte del elenco de Mediomundo (1991-1992) junto a los hermanos Fernando y Nicolás Larraín. En 1994 se integró al misceláneo familiar de Canal 13 Venga conmigo, donde protagonizó junto a Fernando Larraín el segmento "Corazones Service", una brigada encargada de formar y reconciliar parejas en clave humorística, y creó el popular personaje "Elvira" (1996-1998), suerte de parodia de una esposa abnegada. Entre 1999 y 2002 volvió a unir fuerzas con los hermanos Larraín para gestar y protagonizar Chile Tuday, un clásico de la comedia de esa época, emitido por la señal Megavisión. Luego regresa a Canal 13 para conducir Pelotas (2004) —programa anecdótico sobre fútbol— junto a su compañero radial Marcelo Comparini. Tras esta etapa se alejó de la televisión para enfocarse en proyectos personales, hasta regresar en 2010 como parte del elenco de una sitcom llamada La colonia (Mega, 2010) y luego en 2014 con el proyecto Parece Mentira, Canal HV ("Hortensia Vidaurre"), emitido por la señal de televisión por cable Vive! y que conduce hasta el presente.
También ha incursionado en publicidad, protagonizando comerciales de televisión para leche Loncoleche (1989), oblea Tuyo de Costa (1993) y la desaparecida cableoperadora Zap (2004).
apareció junto a Fernando Larraín, en la franja televisiva de campaña de Hernán Buchi en 1989.

## Radio
Su introducción a este medio fue como conductor del programa Máximo volumen, junto a Evelyn Bravo en Radio Carolina (1994-1995). Durante casi 22 años (1995-2018) condujo en forma ininterrumpida el programa A todos nos pasa lo mismo en radio Duna -también se llamó "Somos, Pero no Tanto" (marzo 1999-diciembre 2004) y "Psicotrópico" (2006)-, donde compartió labores con Nicolás y Fernando Larraín (hasta sus partidas en diciembre de 1998 y diciembre de 2004, respectivamente, regresando Fernando en enero de 2015), Marcelo Comparini (desde marzo de 1999 hasta su partida en enero de 2013), Marco Silva (hasta su desvinculación en enero de 2012), Roka Valbuena y Javiera Contador (2014). Tras su cancelación en enero de 2018, se muda a radio La Clave, donde condujo el programa Clave Secreta junto al arquiq Federico Sánchez por espacio de cinco meses (hasta que fue cancelado, el 27 de julio).
En marzo de 2019 se integra a Radio Agricultura, donde condujo el programa La rebelión de las ovejas.

## Cine
En 2012 interviene en cine como actor secundario en la cinta El incontrolable mundo del azar, dirigida por Fernando Lasalvia. Un año más tarde (2013) integra el elenco de la comedia chilena El Babysitter, película dirigido por los hermanos Gonzalo y Sebastián Badilla. 
En 2015 participa en la producción internacional Lusers, comedia dirigida por el chileno Carlos Espinoza y donde comparte rol protagónico con Carlos Alcántara (Perú), Pablo Granados (Argentina), Gaby Espino (Venezuela) y Cristián de la Fuente (Chile). Ese año también se suma al reparto del largometraje humorístico Alma, dirigido por Diego Rougier. En 2016 presenta un avance de Hecho bolsa, película inspirada en su monólogo teatral del mismo nombre y que escribió, produjo, dirigió y protagonizó. Se estrenó en agosto de 2019.

## Teatro
Izquierdo es autor y protagonista de diversas obras, como Morning (2001) y las interactivas Close to you (temporada 2007-2008) y El funeral (2008). Su más exitoso trabajo es el monólogo Hecho Bolsa (2012), expresión coloquial que en Chile significa estar agobiado por las vicisitudes que impone la vida. Posteriormente (2014) estrena un nuevo unipersonal titulado Poca cosa y presenta el espectáculo Síndrome de Estocolmo, junto a su compañera en Canal HV, María Eugenia Martínez (Argentina). En 2015 estrena el monólogo Los cincuenta sin cuenta en el teatro Mori del centro comercial Parque Arauco (Las Condes, Santiago). En 2018 protagoniza la comedia Todos tenemos la misma mujer (junto a Fernando Larraín) e incursiona en el género stand-up con la rutina Un león sin selva. Ese mismo año se reúne con Fernando y Nicolás Larraín para nuevas funciones del legendario trío Fresco y natural después del postre, luego de 20 años en receso.
En 2014 fue invitado al evento TEDxSantiago (versión chilena de la célebre serie de conferencias estadounidense), donde ofreció una singular presentación titulada La historia del hombre a través de los errores".

## Empresa
Felipe es Director del Centro Cultural Casa Baco.
Creó y administra la plataforma Absurdo.cl, donde reúne todos los contenidos audiovisuales que ha producido.

## Vida personal
Es hijo de José Manuel Izquierdo Urrejola y Amelia Correa Urrutia, banquetera.
Su cónyuge es Paula Pérez. Tienen cuatro hijos, uno de los cuales padece histiocitosis de células de Langerhans.
Antes de dedicarse a la actuación, Felipe trabajó un tiempo como funcionario en el Banco Central de Chile.
Desde su aproximación a la televisión por cable, Izquierdo se ha mostrado bastante crítico frente a la televisión abierta. En octubre de 2010 la revista de humor sociopolítico The Clinic lo tildó sarcásticamente de ultraconservador ("fascista delicioso") por su forma de pensar y argumentar en el programa radial que conducía.
En julio de 2019 Izquierdo decidió abandonar su hogar en la comuna de Recoleta, tras sufrir una seguidilla de siete robos en el lapso de cuatro meses.

## Controversias
En marzo de 2004 protagonizó un altercado con el periodista Sebastián Eyzaguirre, por entonces notero de la versión chilena del programa de televisión argentino Caiga quien caiga (CQC). Cuando Eyzaguirre intentó abordarlo para una entrevista durante la Fiesta de la Vendimia de Santa Cruz, Izquierdo reaccionó en forma violenta, propinándole golpes y obligando a interrumpir la nota, que sin embargo quedó registrada y fue transmitida en CQC. Esto generó ciertas fricciones entre Felipe y el conductor de CQC, su amigo de toda la vida, Nicolás Larraín.
En abril de 2006 realizó junto a Marcelo Comparini y Marco Silva una broma telefónica (actividad frecuente en el marco del programa Psicotrópico de Radio Duna), contactando a servicios de emergencia de San Pedro de Atacama para informar que un grupo de turistas se había extraviado cerca del volcán Lascar, entonces activo. La broma escaló hasta llegar a la ONEMI, que movilizó efectivos de emergencia y rescate en la zona, sin percatarse que todo era un fraude. Posteriormente, la estación radial ofreció disculpas y llegó a un acuerdo legal compensatorio por cerca de cuatro millones de pesos en equipamiento de rescate para el Comité Comunal de Emergencias, material entregado a través de la I. Municipalidad de San Pedro de Atacama.